# Bảo tàng Công nghiệp và Nông nghiệp

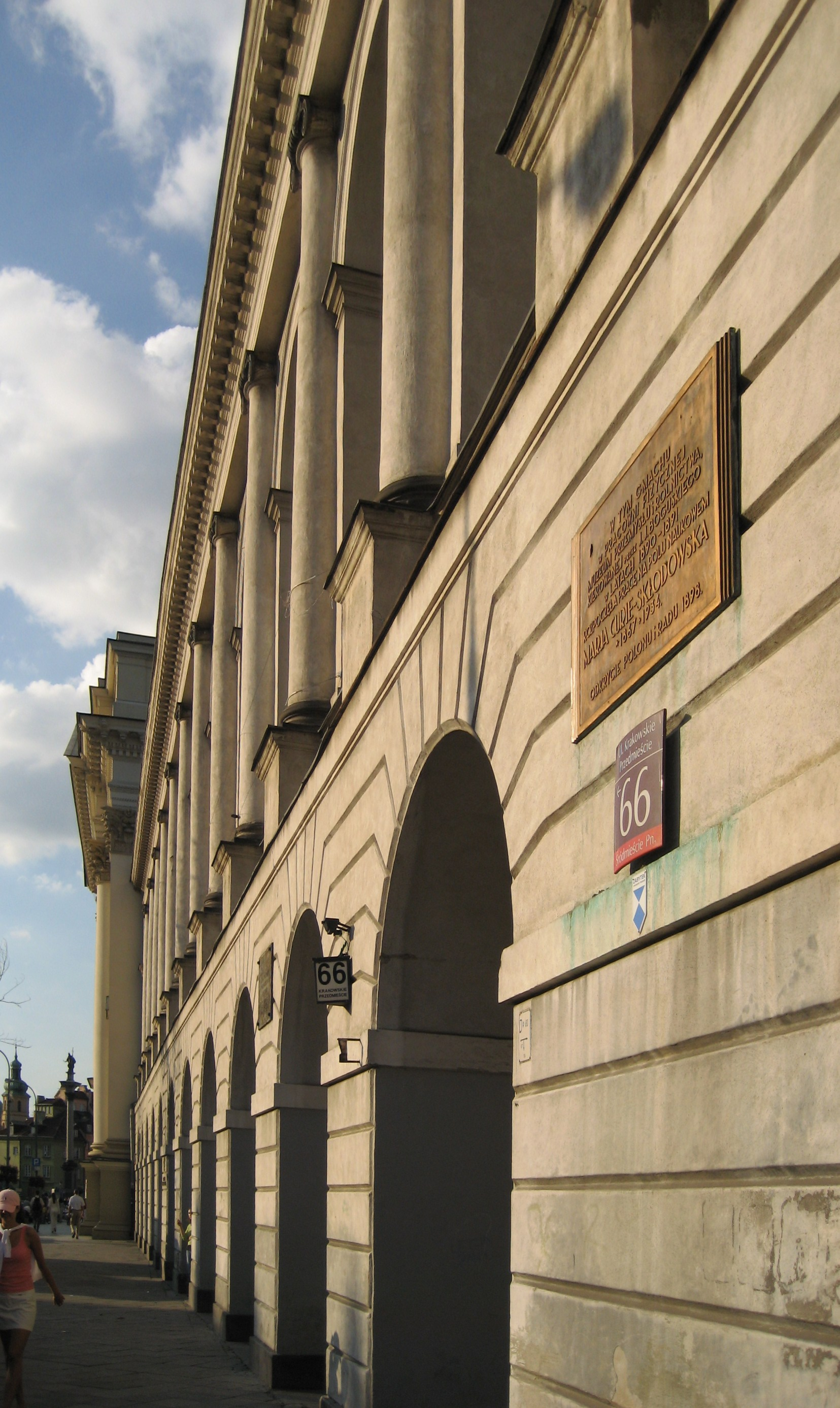
Bảo tàng Công nghiệp và Nông nghiệp

Bảo tàng Công nghiệp và Nông nghiệp (tiếng Ba Lan: Muzeum Przemysłu i Rolnictwa) là một bảo tàng tồn tại trước đây về công nghệ và nông nghiệp tại số 66 Phố Krakowskie Przedmieście ở Warsaw, Ba Lan.

## Lược sử hình thành
Bảo tàng Công nghiệp và Nông nghiệp được thành lập vào năm 1866 theo sáng kiến của nhà sử học Jan Tadeusz Lubomirski và được chính thức cấp giấy phép vào ngày 5 tháng 6 năm 1875. Một trong những nhà đồng sáng lập đáng chú ý của bảo tàng phải kể đến các nhà từ thiện Feliks Sobański, Józef Zamoyski, Karol Dittrich và Hipolit Wawelberg, một chủ ngân hàng người Ba Lan gốc Do Thái.
Kể từ năm 1881, Bảo tàng Công nghiệp và Nông nghiệp toạ lạc trên phố Krakowskie Przedmieście trong một trạm canh và tu viện Dòng Xitô cũ. Bảo tàng chứa đựng các tài liệu lưu trữ về lịch sử của ngành công nghiệp, nông nghiệp và thủ công nghiệp Ba Lan. Các cuộc triển lãm tạm thời vẫn được tổ chức tại bảo tàng trước ngày chính thức mở cửa cho công chúng vào năm 1905. Thật không may là bảo tàng đã bị phá huỷ vào năm 1939 trong Chiến tranh thế giới thứ hai.
Bảo tàng Công nghiệp và Nông nghiệp có một phòng thí nghiệm vật lý được điều hành bởi Józef Boguski. Đây là nơi Marie Curie, người sau này đoạt hai Giải Nobel, bắt đầu sự nghiệp nghiên cứu khoa học vào các năm 1890-1891.
Sau Chiến tranh thế giới thứ hai, các tác phẩm của Bảo tàng Công nghiệp và Nông nghiệp được phân chia cho ba cơ sở khác, bao gồm:
- Bảo tàng Lịch sử Công nghiệp ở Opatówek
- Bảo tàng Nông nghiệp Quốc gia ở Szreniawa
- Đại học Khoa học Đời sống Warsaw